# Recopa Sudamericana 2014
La Recopa Sudamericana 2014, denominada por motivos comerciales Recopa Santander Sudamericana 2014, fue la vigésimo segunda edición del torneo organizado por la Confederación Sudamericana de Fútbol, que enfrenta anualmente al campeón de la Copa Libertadores de América con el campeón de la Copa Sudamericana.
Los equipos que participaron fueron Atlético Mineiro de Brasil, ganador de la Copa Libertadores 2013, y Lanús de Argentina, vencedor de la Copa Sudamericana 2013. Ambos se enfrentaron en dos partidos disputados los días 16 y 23 de julio de 2014, en Lanús y Belo Horizonte. El campeón fue Atlético Mineiro, que se vio forzado a vencer a su rival en la prórroga del partido de vuelta, luego de que ambos cuadros quedaran igualados al finalizar los 180 minutos reglamentarios —el conjunto brasileño venció 1-0 en la ciudad de Lanús, mientras que el equipo argentino se llevó una ventaja parcial de 3-2 en los primeros 90 minutos de la revancha—. Curiosamente, los dos tantos que definieron la serie en el tiempo extra fueron goles en contra marcados por los futbolistas paraguayos Gustavo Gómez y Víctor Ayala.
Este cruce reeditó la final de la Copa Conmebol 1997, circunstancia desde la cual ambos equipos no se habían vuelto a enfrentar.

## Equipos participantes
|  | Atlético Mineiro |  | Bandera de Brasil    |  | Campeón de la Copa Libertadores (2013) |
|  | Lanús            |  | Bandera de Argentina |  | Campeón de la Copa Sudamericana (2013) |

## Sedes
| Belo Horizonte                 | Lanús                          |
| ------------------------------ | ------------------------------ |
| Estadio Mineirão               | Estadio Néstor Díaz Pérez      |
| Capacidad: 62 547 espectadores | Capacidad: 47 027 espectadores |
|                                |                                |

## Resultados
| Bandera de Brasil    | vs. | Bandera de Argentina |
| Atlético Mineiro 1 4 | vs. | Lanús 0 3            |

### Partido de ida
| 16 de julio de 2014, 22:00 (UTC-3) | Lanús | 0:1 (0:0) | Atlético Mineiro | Estadio Néstor Díaz Pérez, Lanús                          |                                                           |
|                                    |       | Reporte   | Tardelli 66'     | Asistencia: 35 000 espectadores Árbitro(s): Antonio Arias | Asistencia: 35 000 espectadores Árbitro(s): Antonio Arias |

| 1          | POR        | Agustín Marchesín          |     |
| 4          | DEF        | Carlos Araujo              |     |
| 14         | DEF        | Gustavo Gómez              |     |
| 2          | DEF        | Diego Braghieri            |     |
| 6          | DEF        | Maximiliano Velázquez      |     |
| 5          | MED        | Diego González             |     |
| 15         | MED        | Leandro Somoza             |     |
| 16         | MED        | Víctor Ayala               | 64' |
| 18         | DEL        | Lucas Melano               | 56' |
| 9          | DEL        | Santiago Silva             |     |
| 23         | DEL        | Oscar Benítez              | 76' |
| Entrenador | Entrenador | Guillermo Barros Schelotto |     |

| 1          | POR        | Victor           |     |
| 2          | DEF        | Marcos Rocha     |     |
| 3          | DEF        | Leonardo Silva   |     |
| 14         | DEF        | Jemerson         |     |
| 19         | DEF        | Emerson          |     |
| 5          | MED        | Lucas Pierre     |     |
| 8          | MED        | Leandro Donizete |     |
| 10         | MED        | Ronaldinho       | 45' |
| 11         | DEL        | Maicosuel        |     |
| 9          | DEL        | Diego Tardelli   |     |
| 21         | DEL        | André Felipe     | 45' |
| Entrenador | Entrenador | Levir Culpi      |     |

| 7  | DEL | Lautaro Acosta  | 56' |
| 22 | MED | Jorge Ortiz     | 64' |
| 3  | DEF | Alejandro Silva | 76' |

| 17 | DEL | Guilherme | 45' |
| 7  | DEL | Jô        | 45' |

|  |  |  |  |

| Anotado | 66' | Diego Tardelli | 0:1 |

| Amonestado | 63' | Oscar Benítez         |
| Amonestado | 71' | Gustavo Gómez         |
| Amonestado | 85' | Maximiliano Velázquez |

| Amonestado | 21' | Emerson Conceição |
| Amonestado | 59' | Lucas Pierre      |
| Amonestado | 62' | Guilherme         |
| Amonestado | 89' | Jemerson          |

| Árbitro             | Antonio Arias  |
| Árbitros asistentes | Carlos Cáceres |
| Árbitros asistentes | Darío Gaona    |
| Cuarto Árbitro      | Julio Quintana |

| 1          | POR        | Agustín Marchesín          |     |
| 4          | DEF        | Carlos Araujo              |     |
| 14         | DEF        | Gustavo Gómez              |     |
| 2          | DEF        | Diego Braghieri            |     |
| 6          | DEF        | Maximiliano Velázquez      |     |
| 5          | MED        | Diego González             |     |
| 15         | MED        | Leandro Somoza             |     |
| 16         | MED        | Víctor Ayala               | 64' |
| 18         | DEL        | Lucas Melano               | 56' |
| 9          | DEL        | Santiago Silva             |     |
| 23         | DEL        | Oscar Benítez              | 76' |
| Entrenador | Entrenador | Guillermo Barros Schelotto |     |

| 1          | POR        | Victor           |     |
| 2          | DEF        | Marcos Rocha     |     |
| 3          | DEF        | Leonardo Silva   |     |
| 14         | DEF        | Jemerson         |     |
| 19         | DEF        | Emerson          |     |
| 5          | MED        | Lucas Pierre     |     |
| 8          | MED        | Leandro Donizete |     |
| 10         | MED        | Ronaldinho       | 45' |
| 11         | DEL        | Maicosuel        |     |
| 9          | DEL        | Diego Tardelli   |     |
| 21         | DEL        | André Felipe     | 45' |
| Entrenador | Entrenador | Levir Culpi      |     |

| 7  | DEL | Lautaro Acosta  | 56' |
| 22 | MED | Jorge Ortiz     | 64' |
| 3  | DEF | Alejandro Silva | 76' |

| 17 | DEL | Guilherme | 45' |
| 7  | DEL | Jô        | 45' |

|  |  |  |  |

| Anotado | 66' | Diego Tardelli | 0:1 |

| Amonestado | 63' | Oscar Benítez         |
| Amonestado | 71' | Gustavo Gómez         |
| Amonestado | 85' | Maximiliano Velázquez |

| Amonestado | 21' | Emerson Conceição |
| Amonestado | 59' | Lucas Pierre      |
| Amonestado | 62' | Guilherme         |
| Amonestado | 89' | Jemerson          |

| Árbitro             | Antonio Arias  |
| Árbitros asistentes | Carlos Cáceres |
| Árbitros asistentes | Darío Gaona    |
| Cuarto Árbitro      | Julio Quintana |

### Partido de vuelta
| 23 de julio de 2014, 22:00 (UTC-3) | Atlético Mineiro                                                           | 4:3 (2:3, 2:2) (t. s.) | Lanús                               | Estadio Mineirão, Belo Horizonte                            |                                                             |
|                                    | Tardelli 6' (pen.) · Maicosuel 37' · Gómez 102' (a.g.) · Ayala 111' (a.g.) | Reporte                | Ayala 8' · Silva 25' · Acosta 90+3' | Asistencia: 54 786 espectadores Árbitro(s): Roberto Silvera | Asistencia: 54 786 espectadores Árbitro(s): Roberto Silvera |

| 1          | POR        | Victor           |     |
| 2          | DEF        | Marcos Rocha     |     |
| 4          | DEF        | Réver            |     |
| 3          | DEF        | Leonardo Silva   |     |
| 19         | DEF        | Emerson          |     |
| 5          | MED        | Lucas Pierre     |     |
| 8          | MED        | Leandro Donizete |     |
| 11         | MED        | Maicosuel        | 76' |
| 10         | MED        | Ronaldinho       | 64' |
| 9          | DEL        | Diego Tardelli   | 88' |
| 7          | DEL        | Jô               |     |
| Entrenador | Entrenador | Levir Culpi      |     |

| 1          | POR        | Agustín Marchesín          |      |
| 4          | DEF        | Carlos Araujo              | 74'  |
| 14         | DEF        | Gustavo Gómez              | 105' |
| 2          | DEF        | Diego Braghieri            |      |
| 6          | DEF        | Maximiliano Velázquez      |      |
| 5          | MED        | Diego González             |      |
| 15         | MED        | Leandro Somoza             |      |
| 22         | MED        | Jorge Ortiz                | 105' |
| 16         | MED        | Víctor Ayala               |      |
| 9          | DEL        | Santiago Silva             |      |
| 7          | DEL        | Lautaro Acosta             |      |
| Entrenador | Entrenador | Guillermo Barros Schelotto |      |

| 18 | DEL | Luan         | 64' |
| 17 | MED | Guilherme    | 76' |
| 23 | DEL | Jesús Dátolo | 88' |

| 18 | DEL | Lucas Melano     | 74'  |
| 21 | MED | Nicolás Pasquini | 105' |
| 23 | DEL | Oscar Benítez    | 105' |

| Anotado · Penal   | 6'   | Diego Tardelli | 1:0 |
| Anotado           | 37'  | Maicosuel      | 2:2 |
| Anotado · Autogol | 102' | Gustavo Gómez  | 3:3 |
| Anotado · Autogol | 111' | Víctor Ayala   | 4:3 |

| Anotado | 8'    | Víctor Ayala   | 1:1 |
| Anotado | 25'   | Santiago Silva | 1:2 |
| Anotado | 90+3' | Lautaro Acosta | 2:3 |

| Amonestado | 7'   | Diego Tardelli    |
| Amonestado | 18'  | Lucas Pierre      |
| Amonestado | 96'  | Réver             |
| Amonestado | 118' | Leonardo Donizete |

| Amonestado | 42'  | Víctor Ayala    |
| Amonestado | 44'  | Leandro Somoza  |
| Amonestado | 64'  | Lautaro Acosta  |
| Amonestado | 65'  | Diego González  |
| Amonestado | 94'  | Diego Braghieri |
| Amonestado | 104' | Gustavo Gómez   |

|  |  |  |

| Otorgado · Otorgado otra vez · Expulsado | 117' | Lautaro Acosta |

| Árbitro             | Roberto Silvera     |
| Árbitros asistentes | Miguel Ángel Nievas |
| Árbitros asistentes | Nicolás Tarán       |
| Cuarto Árbitro      | Christian Ferreyra  |

| 1          | POR        | Victor           |     |
| 2          | DEF        | Marcos Rocha     |     |
| 4          | DEF        | Réver            |     |
| 3          | DEF        | Leonardo Silva   |     |
| 19         | DEF        | Emerson          |     |
| 5          | MED        | Lucas Pierre     |     |
| 8          | MED        | Leandro Donizete |     |
| 11         | MED        | Maicosuel        | 76' |
| 10         | MED        | Ronaldinho       | 64' |
| 9          | DEL        | Diego Tardelli   | 88' |
| 7          | DEL        | Jô               |     |
| Entrenador | Entrenador | Levir Culpi      |     |

| 1          | POR        | Agustín Marchesín          |      |
| 4          | DEF        | Carlos Araujo              | 74'  |
| 14         | DEF        | Gustavo Gómez              | 105' |
| 2          | DEF        | Diego Braghieri            |      |
| 6          | DEF        | Maximiliano Velázquez      |      |
| 5          | MED        | Diego González             |      |
| 15         | MED        | Leandro Somoza             |      |
| 22         | MED        | Jorge Ortiz                | 105' |
| 16         | MED        | Víctor Ayala               |      |
| 9          | DEL        | Santiago Silva             |      |
| 7          | DEL        | Lautaro Acosta             |      |
| Entrenador | Entrenador | Guillermo Barros Schelotto |      |

| 18 | DEL | Luan         | 64' |
| 17 | MED | Guilherme    | 76' |
| 23 | DEL | Jesús Dátolo | 88' |

| 18 | DEL | Lucas Melano     | 74'  |
| 21 | MED | Nicolás Pasquini | 105' |
| 23 | DEL | Oscar Benítez    | 105' |

| Anotado · Penal   | 6'   | Diego Tardelli | 1:0 |
| Anotado           | 37'  | Maicosuel      | 2:2 |
| Anotado · Autogol | 102' | Gustavo Gómez  | 3:3 |
| Anotado · Autogol | 111' | Víctor Ayala   | 4:3 |

| Anotado | 8'    | Víctor Ayala   | 1:1 |
| Anotado | 25'   | Santiago Silva | 1:2 |
| Anotado | 90+3' | Lautaro Acosta | 2:3 |

| Amonestado | 7'   | Diego Tardelli    |
| Amonestado | 18'  | Lucas Pierre      |
| Amonestado | 96'  | Réver             |
| Amonestado | 118' | Leonardo Donizete |

| Amonestado | 42'  | Víctor Ayala    |
| Amonestado | 44'  | Leandro Somoza  |
| Amonestado | 64'  | Lautaro Acosta  |
| Amonestado | 65'  | Diego González  |
| Amonestado | 94'  | Diego Braghieri |
| Amonestado | 104' | Gustavo Gómez   |

|  |  |  |

| Otorgado · Otorgado otra vez · Expulsado | 117' | Lautaro Acosta |

| Árbitro             | Roberto Silvera     |
| Árbitros asistentes | Miguel Ángel Nievas |
| Árbitros asistentes | Nicolás Tarán       |
| Cuarto Árbitro      | Christian Ferreyra  |

|                                      |
| Bandera de Brasil                    |
| Campeón Atlético Mineiro 1.er título |